# Aculops
Aculops es un género de ácaros de la familia Eriophyidae que viven como parásitos de las plantas. Algunas especies, como Aculops lycopersici, causan graves daños a las cosechas, mientras Aculops ailanthii es usado como control biológico del árbol muy invasivo en Norteamérica Ailanthus altissima. Se conoce muy poco del género, con nuevas especies continuamente descubiertas en lugares con varias especies ya identificadas, Nueva Zelanda.

## Algunas especies
- Aculops ailanthii (Lin-Fuping, Jin-Changle & Kuang-Haiyua, 1997)

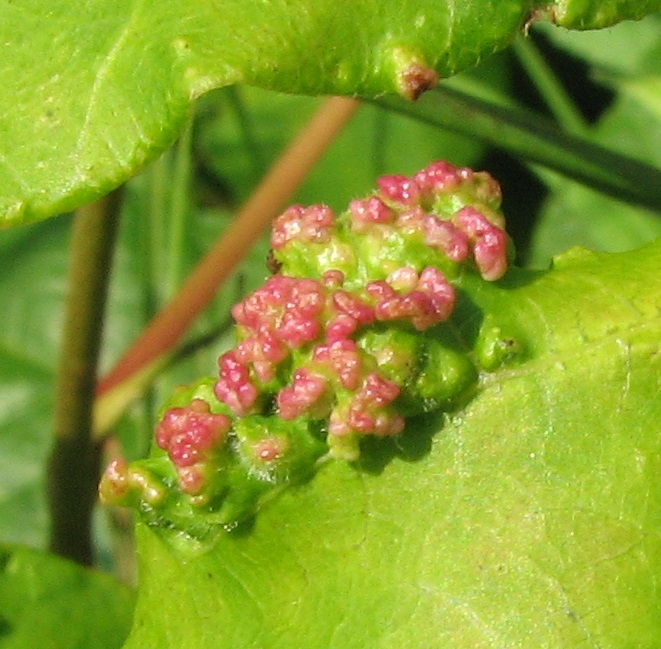
Agallas de Aculops rhois en hiedra venenosa

- Aculops cannabicola (Farkas, 1960)
- Aculops fuchsiae (Keifer, 1972)
- Aculops lycopersici (Massee, 1937)
- Aculops rhois (Stebbins, 1909)
- Aculops tetanothrix (Nalepa, 1889)